# Dąbki (województwo zachodniopomorskie)
Dąbki (do 1945 niem. Neuwasser) – wieś uzdrowiskowa w północno-zachodniej Polsce, położona w województwie zachodniopomorskim, w powiecie sławieńskim, w gminie Darłowo. Położona jest na Wybrzeżu Słowińskim, nad Morzem Bałtyckim oraz nad brzegiem jeziora Bukowo w odległości 7 km od Darłowa.
Według danych z 28 września 2009 r. Dąbki miały 285 stałych mieszkańców.
W Dąbkach funkcjonują ośrodki sanatoryjne i wypoczynkowe. W okresie letnim Dąbki są miejscem wypoczynku dla tysięcy kuracjuszy i wczasowiczów. 
Od 7 listopada 2007 r. Dąbki mają status uzdrowiska.
Z Darłowa biegnie droga wojewódzka nr 203, przebiega przez Dąbki i następnie wzdłuż wschodniego brzegu jeziora Bukowo przez Bukowo Morskie na południe.
W latach 1975–1998 miejscowość położona była w województwie koszalińskim.
W obrębie geodezyjnym Dąbki na działce nr 279/4 rośnie jesion wyniosły o obwodzie pnia na wysokości 130 cm nad ziemią – 283 cm. Drzewo zostało uznane za pomnik przyrody w 2008 roku.
W 2010 r. nadmorskie kąpielisko Dąbki spełniało obowiązkowe wymogi jakościowe dla wody w kąpielisku (jednak woda nie miała parametrów wytycznych) Dyrektywy Unii Europejskiej 76/160/EEC.
Gmina Darłowo utworzyła sołectwo „Dąbki”, obejmujące jedynie miejscowość Dąbki. Mieszkańcy wsi wybierają na zebraniu wiejskim sołtysa i radę sołecką, która składa się z minimum 5 członków.
W 2017, dzięki dotacji z budżetu unijnego, przewidziano wycenianą na 6,5 mln zł modernizację przystani żeglarskiej na jeziorze Bukowo z drewnianą ścieżką wzdłuż jeziora. Przebudowa została zakończona w 2019 roku. W kolejnych latach wyremontowano ulicę Dąbkowicką, która prowadzi do przystani. Na jezdni położono nową nawierzchnię, a także zbudowano nowy parking tuż nad jeziorem.
Gmina organizuje liczne imprezy cykliczne, sportowe i kulturalne, m.in. Festiwal Latawców, Mistrzostwa Polski Ludowych Zespołów Sportowych w kolarstwie szosowym, Noc Świętojańską, Regaty Żeglarskie o Puchar Wójta Gminy, Plażowe Mistrzostwa Budowniczych (zamki z piasku), Festiwal szantowy („Święto Ryby”), Uzdrowiskowy Maraton Zumby, Nadmorski Bieg Uzdrowiskowy, Uzdrowiskowy Wieczór Kabaretowy, Koncert w Uzdrowisku, Mistrzostwa Polski w Klasie OMEGA (regaty) oraz kino plenerowe.

## Architektura
W Dąbkach mieści się kościół parafialny pw. Matki Bożej z Góry Karmel, którego budowę rozpoczęto w 1985 roku. Działalność parafii rozpoczęła się w 1995 roku.
We wsi znajdują się 4 domy (chałupy) z XIX wieku uznane za zabytki:
- dom (chałupa) nr 18, szachulcowy z 1. połowy XIX wieku,
- dom (chałupa) nr 21, szachulcowy z 1855 roku,
- dom (chałupa) nr 24 z 1860 roku,
- dom (chałupa) nr 33, szachulcowy z połowy XIX wieku.

## Przystań morska

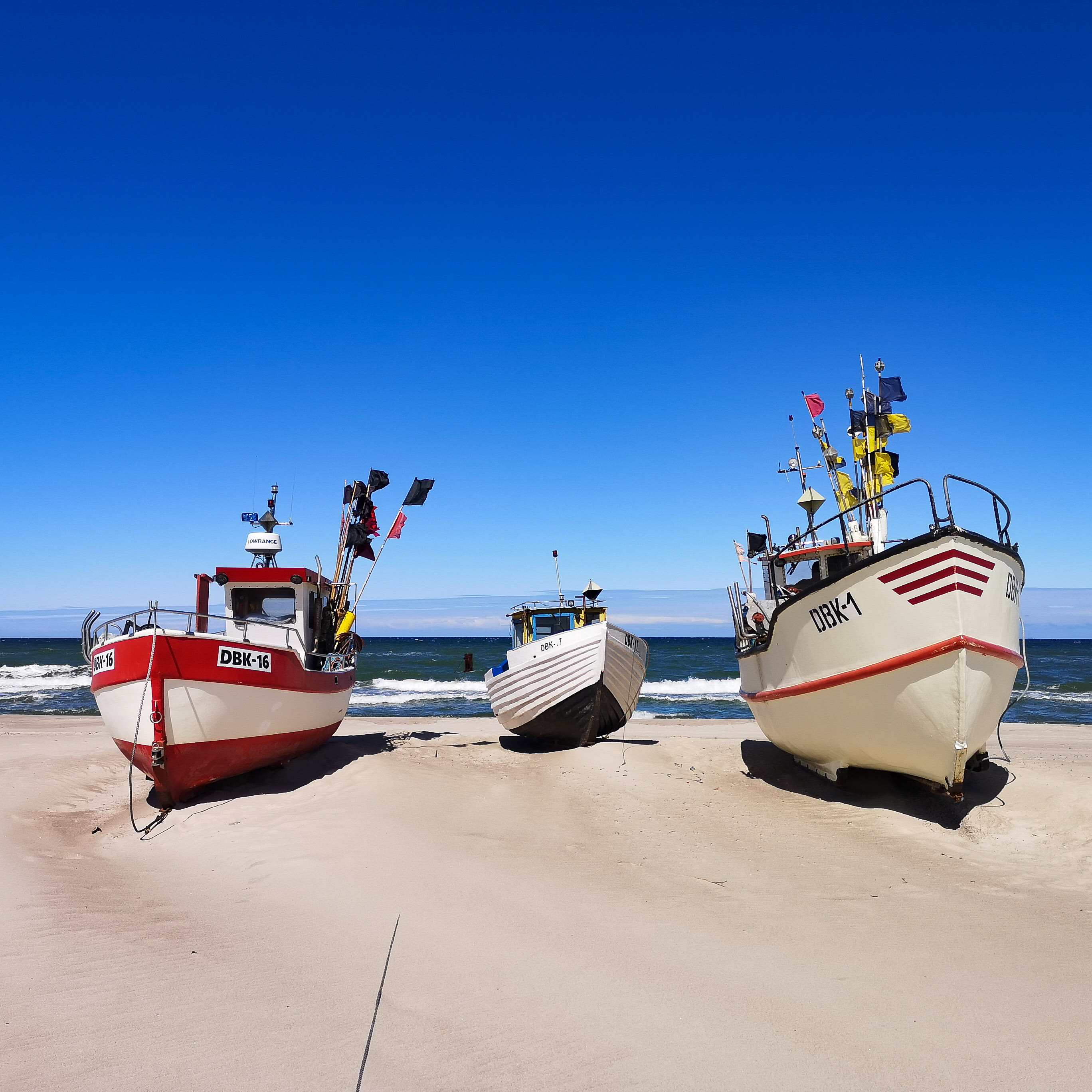
Kutry rybackie na przystani w Dąbkach

W 1994 r. w Dąbkach ustalono urzędowo przystań morską dla rybaków. Przystań obejmuje dalbę wyciągową, plażę do bazowania łodzi oraz akwatorium o szerokości 100 m liczonej od linii brzegu. Dostęp do przystani i jej nadzór zapewnia Urząd Morski w Słupsku. Kutry rybackie miejscowych rybaków pływają z sygnaturą DBK na burcie.

## Uzdrowisko
W Dąbkach znajduje się 7 zakładów lecznictwa uzdrowiskowego.
Dla uzdrowiska Dąbki określono następujące profile lecznicze: choroby ortopedyczno-urazowe, choroby reumatyczne, choroby kardiologiczne i nadciśnienie, choroby górnych dróg oddechowych, choroby dolnych dróg oddechowych, choroby endokrynologiczne.
Na terenie uzdrowiska znajdują się udokumentowane naturalne surowce lecznicze w postaci torfu leczniczego ze złoża „Porzecze”.